# McGrath Nunatak
McGrath Nunatak är en nunatak i Antarktis. Den ligger i Östantarktis. Australien gör anspråk på området. Toppen på McGrath Nunatak är 1 102 meter över havet.
Terrängen runt McGrath Nunatak är lite kuperad. Trakten är obefolkad. Det finns inga samhällen i närheten. 